# Klaus Wagner (mathématicien)
Pour les articles homonymes, voir Wagner.
Klaus Wagner (né le 31 mars 1910 et mort le 6 février 2000) est un mathématicien allemand, connu dans son pays pour son rôle de pionnier de la théorie des graphes.

## Biographie
Wagner étudia la topologie à l'université de Cologne sous la supervision de Karl Dörge (de), lui-même ancien étudiant d'Issai Schur. Il reçut son doctorat en 1937 et enseigna à Cologne pendant de nombreuses années. En 1970, il choisit ce qui est aujourd'hui l'université de Duisbourg et Essen et il y resta jusqu'à sa retraite en 1978.
Une festschrift fut publiée en son honneur en 1990. En juin 2000, peu après sa mort, l'université de Cologne organisa un colloque à sa mémoire.

## Mineurs de graphes

Le graphe de Wagner ou échelle de Möbius à 8 sommets.

Wagner est connu pour ses contributions à la théorie des graphes et en particulier pour les mineurs de graphes. Son théorème caractérise les graphes planaires comme étant ceux qui n'ont ni le graphe complet {\displaystyle K_{5}}, ni le graphe biparti complet {\displaystyle K_{3,3}} comme mineur. Ceci est voisin, mais différent, du théorème de Kuratowski qui dit que les graphes planaires sont ceux dont les graphes ne contiennent pas une subdivision de {\displaystyle K_{5}} ou {\displaystyle K_{3,3,}}. Un de ses autres résultats, connu sous le nom de « théorème de Wagner », est qu'un graphe 4-connexe est planaire si et seulement s'il n'a pas {\displaystyle K_{5}} comme mineur. Ceci implique une caractérisation des graphes sans {\displaystyle K_{5}} comme mineur : ils sont construits à partir de graphes planaires et de l'échelle de Möbius à 8 sommets, également appelée graphe de Wagner, par somme de cliques (en). Wagner utilisa ensuite cette caractérisation pour montrer que le cas {\displaystyle k=5} de la conjecture d'Hadwiger sur le nombre chromatique de graphes sans mineur {\displaystyle K_{k}} est équivalent au théorème des quatre couleurs. Des décompositions plus compliquées de graphes en sommes de cliques de graphes plus simples, généralisant ce résultat, sont depuis devenues standard dans les travaux sur les mineurs.
Wagner émit dans les années 1937 la conjecture que, dans tout ensemble infini de graphes, un graphe est isomorphe au mineur d'un autre ; cette conjecture ne fut publiée que bien plus tard. L'essence de cette conjecture est que toute famille de graphes, close par mineur, peut automatiquement être caractérisée par un ensemble fini de mineurs interdits, tels que le théorème qui caractérise les graphes planaires. Neil Robertson et Paul Seymour publièrent une preuve de cette conjecture en 2004, connue sous le nom de théorème de Robertson-Seymour.

## Écrits
- Über zwei Sätze der Topologie: Jordanscher Kurvensatz und Vierfarbenproblem, Cologne, 1935Thèse
- (en) « Über eine Eigenschaft der ebenen Komplexe », Mathematische Annalen, vol. 114,‎ 1937, p. 570–590 (DOI 10.1007/BF01594196, lire en ligne)
- Graphentheorie, Mannheim, Bibliographisches Institut Hochschultaschenbücher, 1970,  (ISBN 3-411-00248-4)